# Хорасан

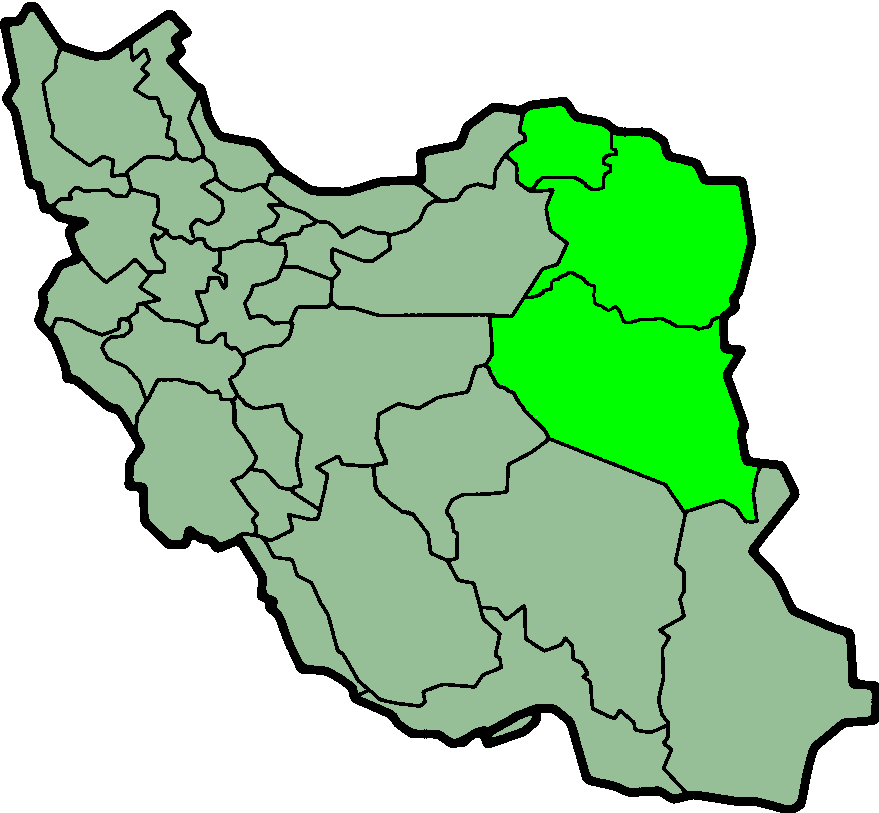
Остан Хорасан в Ірані

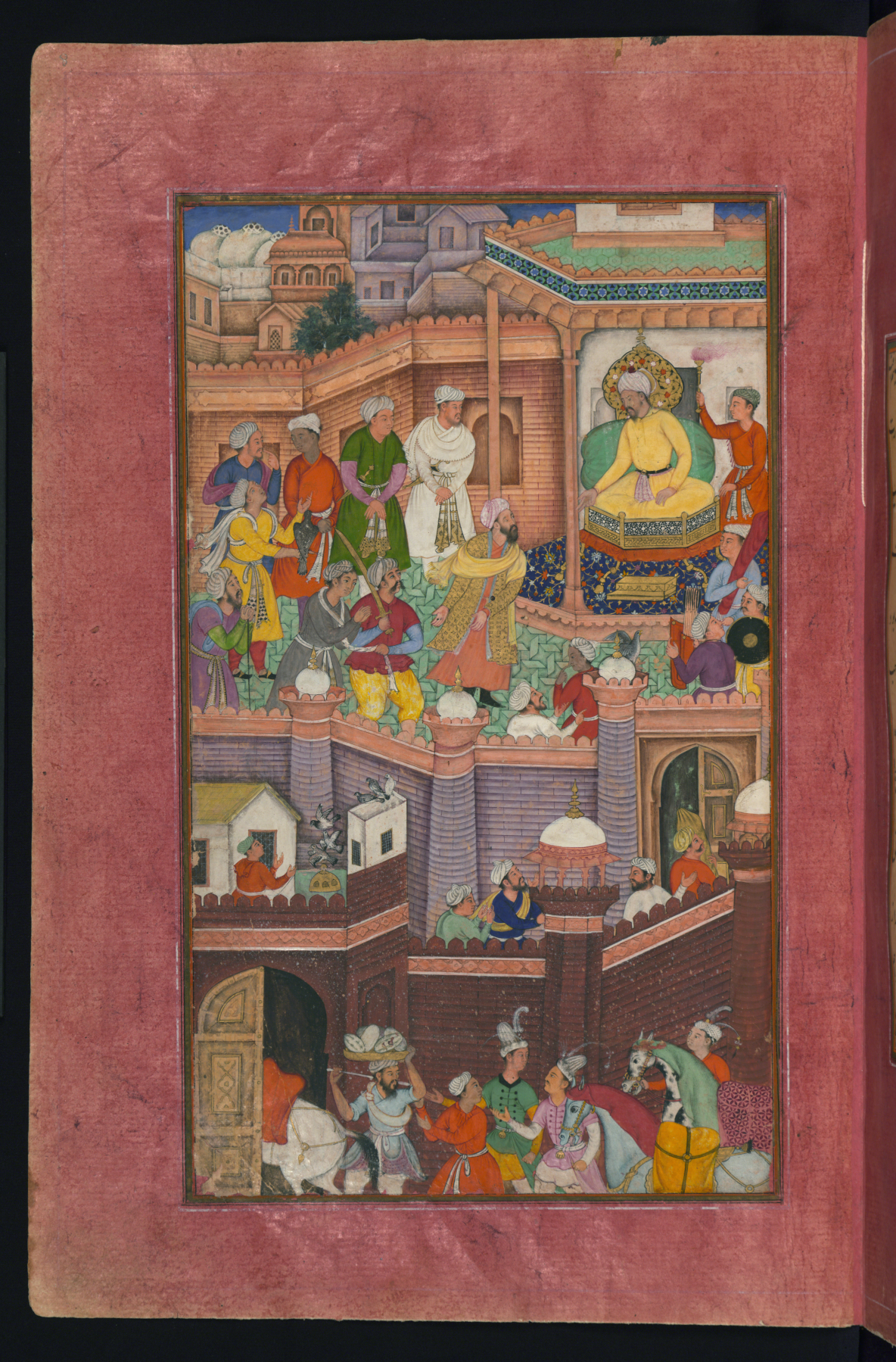
Тимуридський завойовник Бабур виганяє свого родича-зрадника Мухаммада Хусайма Мірзу в Хорасан.

Хорасан (перс. خراسان, Xorâsân — «звідки приходить сонце») — історична область, розташована в Туркменістані і в Східному Ірані. Назва «Хорасан» відома з часів Сасанідів. Хорасан відомий по всьому світу виробництвом шафрану і барбарису, які зростають у південних містах області (виробництво — понад 170 тонн щорічно). Хорасан також відомий своїми знаменитими килимами і гробницями Фірдоусі, Омара Хаяма й Імама Рези.

## Адміністративний поділ
Хорасан був найбільшою провінцією Ірану, поки не був розділений на три провінції 29 вересня 2004 року. Провінції, схвалені парламентом (18 травня 2004 року) та Радою вартових (29 травня 2004 року):
- Північний Хорасан, центр: Боджнурд, інші округи: Ширван, Джаджарм, Мейнх і Самлаган, Есфареєн.
- Південний Хорасан, центр: Бірдженд, інші округи: Сараян, Нахбандан, Сарбішех
- Хорасан Резаві, центр: Мешхед, інші округи: Гоучан, Даргаз, Ченаран, Сарахс, Фаріман, Торбат-Джам, Тейбад, Фердоус, Геєн, Хаф і Раштхар, Кашмар, Бардаскан, Нішапур, Сабзевар, Гонабад, Калат, Бошруех і Халілабад.

## Історія Хорасана
Великий Хорасан включав частини, які знаходяться сьогодні в Ірані, Таджикистані, Афганістані, Узбекистані і Туркменістані. В ньому розтташовані деякі з головних історичних міст Персії: Нішапур (тепер в Ірані), Мерв і Санджан (тепер в Туркменістані), Герат. За свою довгу історію Хорасан знав багато завойовників і імперій: греки, тюрки, араби, сельджуки, монголи, Сефевіди та інші.
У XIV-XV століттях Хорасан був важливим центром наук та мистецтв. Тут (переважно в Гераті) жили і творили поети Лутфі, Джамі, Алішер Навої, Фігані Баба, султан Хусейн Байкара (писав вірші під псевдонімом Хусайні), художник Бехзад.
У 1524 головними центрами в Хорасані були Герат (столиця), Мешхед (місце особливо шанованої гробниці 8-го Імама, Рзи) і Балх. До них потрібно додати периферійні райони Астрабада, Кандагара і Кабула, оскільки попри те, що технічно вони, можливо, не були частинами Хорасана, їх історія в цей час була нерозривно пов'язана з подіями в самому Хорасані.
Володіння провінцією в цей період було розділене між Сефевідами, які утримували Герат, Мешхед і Астрабад, і останнім з Тимуридів — Бабуром, який володів Кабулом, Кандагаром і Балхом. Однак цей політичний поділ зовсім не було постійним, оскільки він виник недавно, і ситуація в Хорасані була нестабільною. Насправді дві тюркські держави Хорезму і Маверранахру (Трансоксанії) вже відроджували свої домагання на регіон і посилали загарбників і армії на південь через пустелю Каракуми і Амудар'ю відповідно, вже в рік сходження на трон Тахмаспа I.
Частина Хорасана, що знаходилася під контролем Сефевідів, була інтегрована в кизилбаську систему шахом Ісмаїлом I внаслідок серії воєн у 1510—1513 роках з тюрками, у яких був вирваний регіон. Губернаторами Першої адміністрації, призначеної після цього (919—921/1513-1515), були Зейнал хан Шамлу в Гераті і Див султан Румлу в Балху. Період був ознаменований серйозним голодом в Хорасані, набігами тюрків через Аму, і втратою Балха Тимуридами.
Потім шах призначив Другу адміністрацію для протидії цим катастрофам (921—927/1515-1521). Тоді ж було започатковано традицію, якої дотримувалися до шаха Аббаса I, за якою принц крові призначався номінальним правителем у Хорасан з кизилбаським опікуном, який насправді керував провінцією від імені принца. Місцева армія або гарнізони набиралася переважно з власного оймака лали. Резиденцією губернаторів був Герат. Досить цікаво, що першим шахським правителем Хорасана був сам майбутній шах Тахмасп, який був на момент призначення 2-річним немовлям. Його лалою був Амір хан Туркман. Ця адміністрація була врешті-решт зміщена шахом Ісмаїлом за корупцію, за політичне вбивство садра Хорасана, і за нездатність впоратися з тюркською облогою Герата 1521 року і загрозою Бабура Кандагару. Серед кизилбашів у Гераті в цей період був Суфіян Халіфа Румлу, який відіграє важливу роль в Хорасані в період шаха Тахмаспа.
При сходженні на трон Тахмаспа діяла Третя адміністрація, що сформувалася в кінці 1521 року. Сефевідський Хорасан тоді простягався від кордонів Мазендарана до Аму і на південь аж до Гура і Гарджистана і Систана.
Номінальним губернатором тоді був семирічний Сам Мірза, молодший брат шаха Тахмаспа; його лалою, реальним правителем, був Дурмуш хан Шамлу. Разом з новою адміністрацією шамлу прибули такі кизилбаські представники, як Халіфа Мухаммед султан, Сіраджаддін бек, Халхал Бахадур і Хизр бек. Серед чиновників, присланих двором разом з шамлу, були Ходжа Музаффар Табакчі і Ходжа Хабібулла, що став візиром провінції.
Дурмуш хан сам призначив таких осіб під-губернаторами в округи Хорасану за межами Герата: Зейнал хана Шамлу в Астрабад (Горган); Зейнаддін султана Шамлу в Ісфараїн і Нішапур; Бурун султана Текелу (обіймав до цього посаду губернатора Ісфараїна) в Тус і Мешхед; Чакірге султан Шамлу був перепризначений губернатором Себзевара; Ахмед бек Афшар (колишній губернатор Мешхеда) після перебування в образі і особистого втручання шаха Ісмаїла був призначений у Фарах і долину річки Гератруд.
Таким чином, видно, що до 1523 році західний Хорасан був повністю інтегрованою провінцією Сефевідського Ірану. Він мав власного династичного представника — Сама Мірзу, власний оймак — головним чином шамлу, і значний ряд таджицьких чиновників. До правління Мухаммада Худабенде, губернатором Хорасана був його опікун Мухаммед-хан Текелі.

## Етнічні групи
Головна етнічна група в цій області — перси, але Хорасан, через свою складну історію, населений великою різноманітністю етнічних груп: туркмени, хорасанські тюрки на північному заході, курди навколо Боджнурда і Качана, тімурі і джемшиди (що входять в об'єднання чехер-аймаків) на сході, деякі з яких досі є кочівниками (іляти), далі на південний захід — хеїдаріс, і на південний схід — белуджі. Є в області також велика афганська спільнота через приплив біженців з Афганістану в останні роки. В містах зустрічаються хорасанські араби, цигани і євреї. Мови Хорасана: хорасансько-тюркська, перська і курдська. 

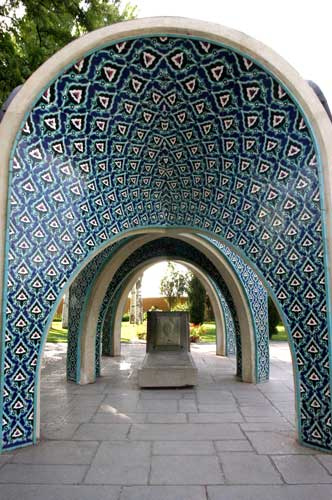
Могила Камаль-оль-Молька в Нішапурі
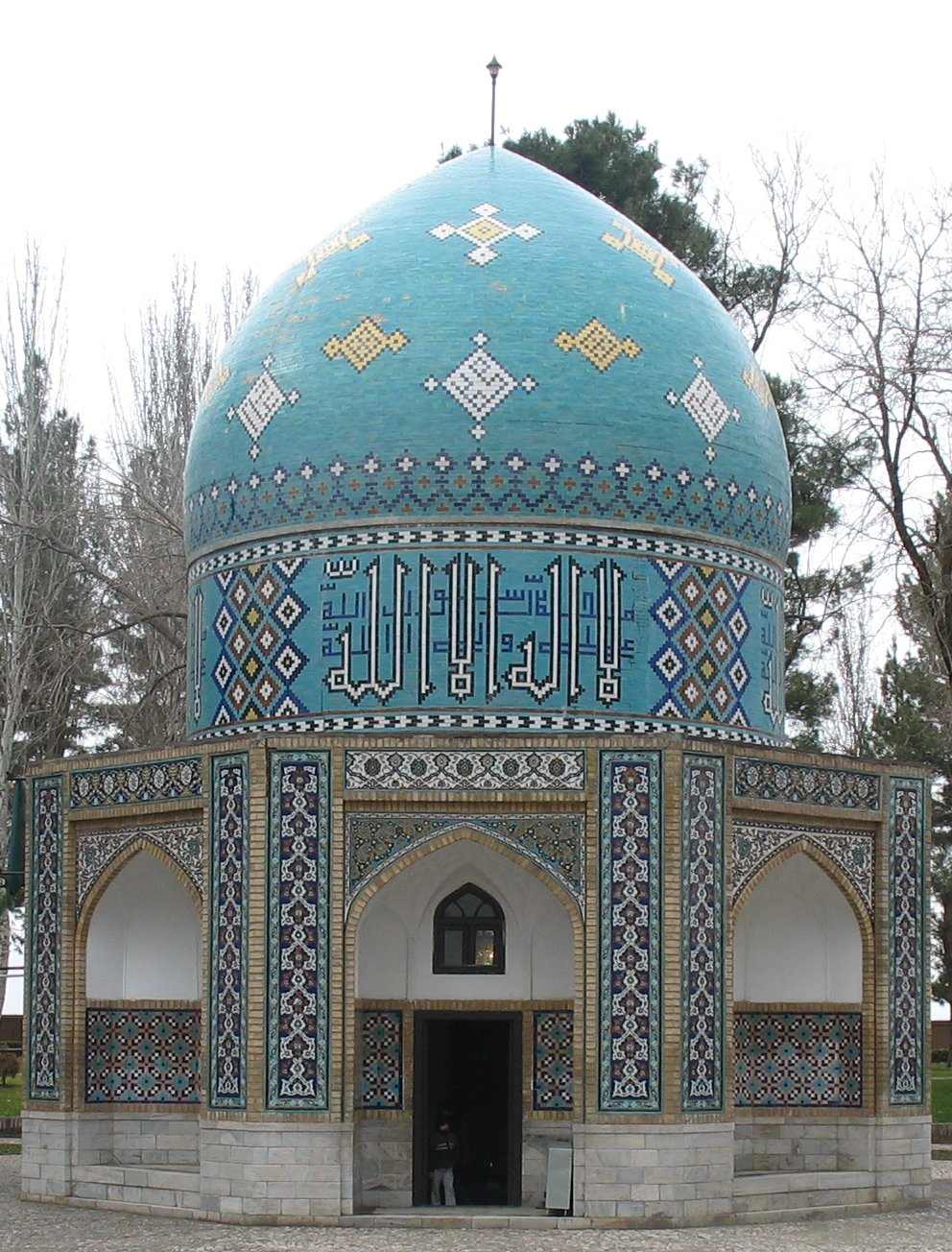
Могила Аттара в Нішапурі